# Tajuña

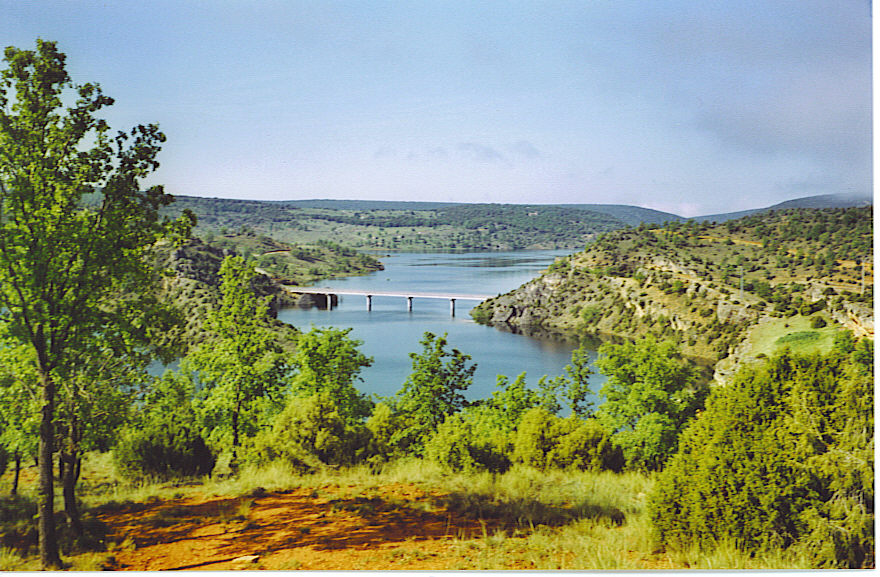
Stausee La Tajera

Der Río Tajuña (lateinisch Tagonius) ist ein 254 Kilometer langer linker Nebenfluss des Río Jarama in den zentralspanischen Provinzen Guadalajara und Madrid in Neukastilien.

## Verlauf
Die Quelle des Río Tajuña befindet sich auf der südwestlichen Seite des Iberischen Gebirges beim Dörfchen Clares auf dem Gebiet der Gemeinde Maranchón. Sein Weg führt zunächst in Richtung Westen durch den Stausee La Tajera um dann ab der Ortschaft Anguita vorwiegend südwestliche und südliche Fließrichtungen einzunehmen. Der Río Tajuña mündet schließlich südwestlich der Ortschaft Titulcia in den Río Jarama.

## Nebenflüsse
Nach der Schneeschmelze und nach Starkregenfällen nimmt der Río Tajuña in seinem Oberlauf eine Vielzahl von mehr oder weniger kleinen Bächen und Nebenflüssen auf; die meisten davon führen jedoch im Sommer und Herbst kein Wasser mehr. Der einzige dauerhaft wasserführende Nebenfluss ist der Río Ungría, der bei Armuña de Tajuña in den Río Tajuña mündet.

## Landwirtschaft
Der Río Tajuña ist von großer Bedeutung für die Bewässerung der landwirtschaftlichen Anbauflächen an seinen Ufern. Dies erklärt auch die sehr geringe Durchflussmenge bei seiner Einmündung in den Río Jarama.

## Orte am Fluss
| Provinz Guadalajara - Luzón - Anguita - Luzaga - Masegoso de Tajuna - Valfermoso de Tajuña - Armuña de Tajuña - Loranca de Tajuña | Autonome Region Madrid - Ambite - Orusco de Tajuña - Tielmes - Perales de Tajuña - Morata de Tajuña - Titulcia |

## Geschichte
Im Tal des Río Tajuña siedelten bereits im 3. Jahrhundert v. Chr. und wahrscheinlich schon früher keltiberische Gruppen; später führte die Römerstraße von Mérida (Emerita Augusta) nach Tarragona (Tarraco) entlang des Flussufers.

## Sehenswürdigkeiten
Die landschaftlich reizvollsten Gebiete befinden sich am Oberlauf des Río Tajuña; dort gibt es auch Angelmöglichkeiten. Kulturell bedeutsame Sehenswürdigkeiten entlang des Flusses sind rar; die interessantesten Orte sind Luzón, Anguita und Carabaña.